# Баррассо, Том
Том Баррассо (англ. Tom Barrasso; род. 31 марта 1965, Бостон, США) — американский хоккеист, вратарь и хоккейный тренер. Серебряный призёр Олимпиады 2002 года в Солт-Лейк-Сити; двукратный обладатель Кубка Стэнли в 1990/91 и 1991/92 годах в составе «Питтсбург Пингвинз». С 2010 года в зале славы американского хоккея. Обладатель «Колдер Трофи» и «Везина Трофи» 1984 года, «Уильям М. Дженнингс Трофи» 1985 года.

## Игровая карьера
13 ноября 1988 года «Баффало Сейбрз» обменял Баррассо и выбор в третьем раунде драфта 1990 года в «Питтсбург Пингвинз» на защитника Дуга Боджера и нападающего Дэррина Шеннона.

## Тренерская карьера
Баррассо с 2007 по 2009 год работал в «Каролине» тренером вратарей, а с 2009 по 2012 — помощником главного тренера Пола Мориса. 5 июня 2012 года переведён на должность скаута по профессиональным игрокам.
8 июня 2012 года Пол Морис стал главным тренером магнитогорского «Металлурга», а Баррассо был назначен его ассистентом. В «Металлурге» Баррассо также был тренером вратарей. 13 марта 2013 года вице-президент «Металлурга» Геннадий Величкин объявил, что Том Баррассо покинет команду.
31 июля 2015 года Баррассо был назначен тренером вратарей братиславского «Слована», выступающего в КХЛ.